# زمانی برای مستی اسب‌ها (آلبوم)
زمانی برای مستی اسب‌ها نام یک آلبوم موسیقی اثر حسین علیزاده، هنرمند ایرانی است که برایموسیقی فیلم تهیه شده و دارای ۲۳ آهنگ است.

## فهرست آهنگ‌ها
| ردیف | آهنگ           |
| ۱    | تنهایی         |
| ۲    | عشاق           |
| ۳    | جستجو          |
| ۴    | عروسی شوم      |
| ۵    | وهم            |
| ۶    | جستجو          |
| ۷    | عشاق           |
| ۸    | راز            |
| ۹    | فاجعه          |
| ۱۰   | تنهایی         |
| ۱۱   | سرآغاز         |
| ۱۲   | خرامان         |
| ۱۳   | تعزیه          |
| ۱۴   | ارگ بم         |
| ۱۵   | تخت جمشید      |
| ۱۶   | سلسله‌ها        |
| ۱۷   | پایان          |
| ۱۸   | از سفید تا برف |
| ۱۹   | تلاش           |
| ۲۰   | سوگ و سور      |
| ۲۱   | بله برون       |
| ۲۲   | آی غم          |
| ۲۳   | قشنگ یار       |